# Where the Ladies Go
Where the Ladies Go es un telefilme estadounidense de comedia, drama y romance de 1980, dirigido por Theodore J. Flicker, escrito por Carol Sobieski, en la fotografía estuvo Michael D. Margulies y los protagonistas son Earl Holliman, Karen Black y Candy Clark, entre otros. Este largometraje fue producido por Universal Television y se estrenó el 14 de marzo de 1980.

## Sinopsis
Un bar de pueblo chico, perteneciente a Buck, es el lugar donde van las amas de casa aburridas y los esposos erráticos, ellos pretenden concretar alguna aventura en sus desdichadas vidas.